# China Express Airlines

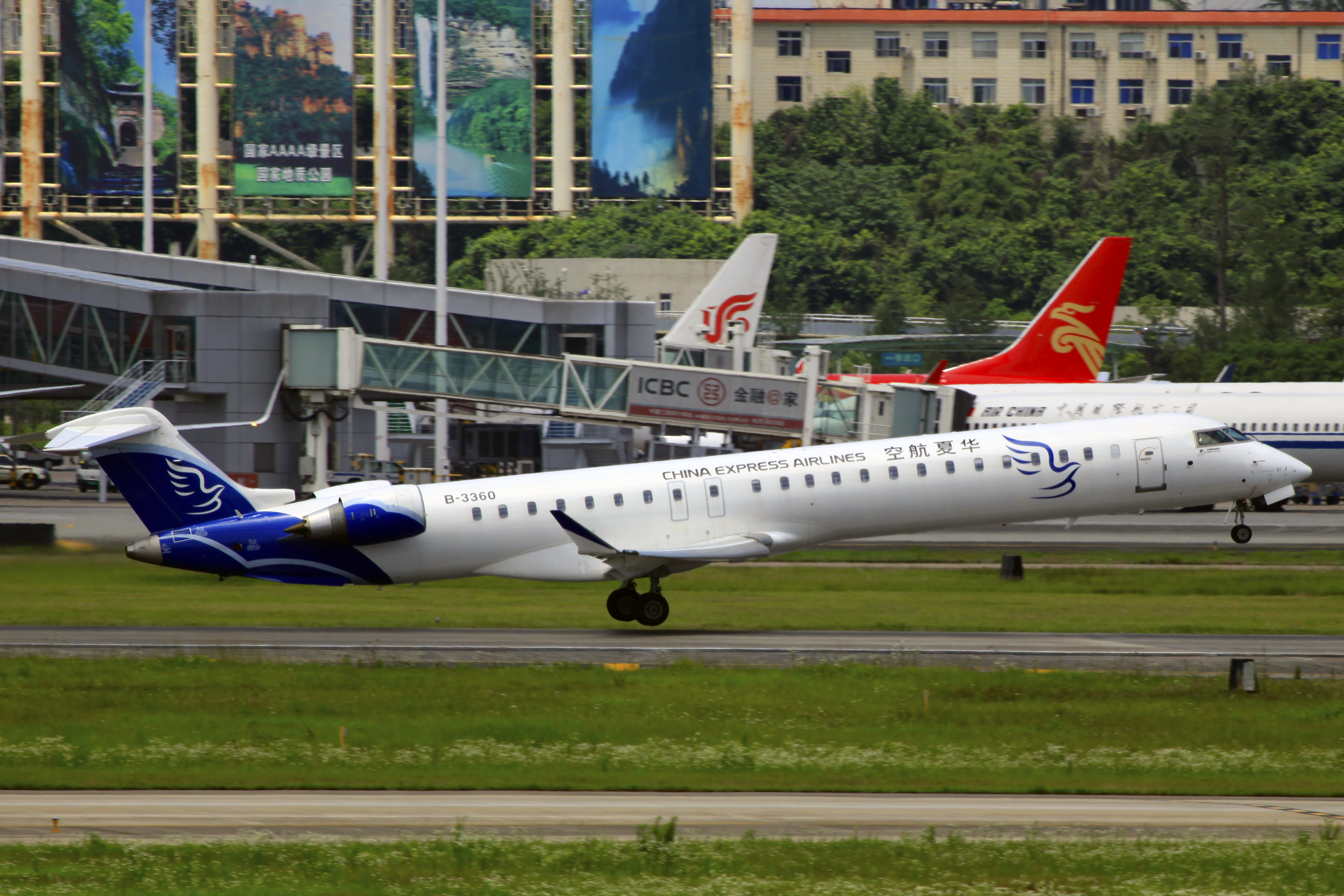
CRJ-900Aéroport international de Chongqing-Jiangbei

China Express Airlines (華夏航空) est une compagnie aérienne chinoise basée à Guiyang, dans la province de Guizhou. Fondée en mai 2006, c'est une compagnie privée dont le capital est partagé par Cathay Fortune (40%), High Zero (25%), Tampines International (24%) et autres (11%).

## Flotte
En mars 2025, la flotte de China Express est composée des appareils suivants :

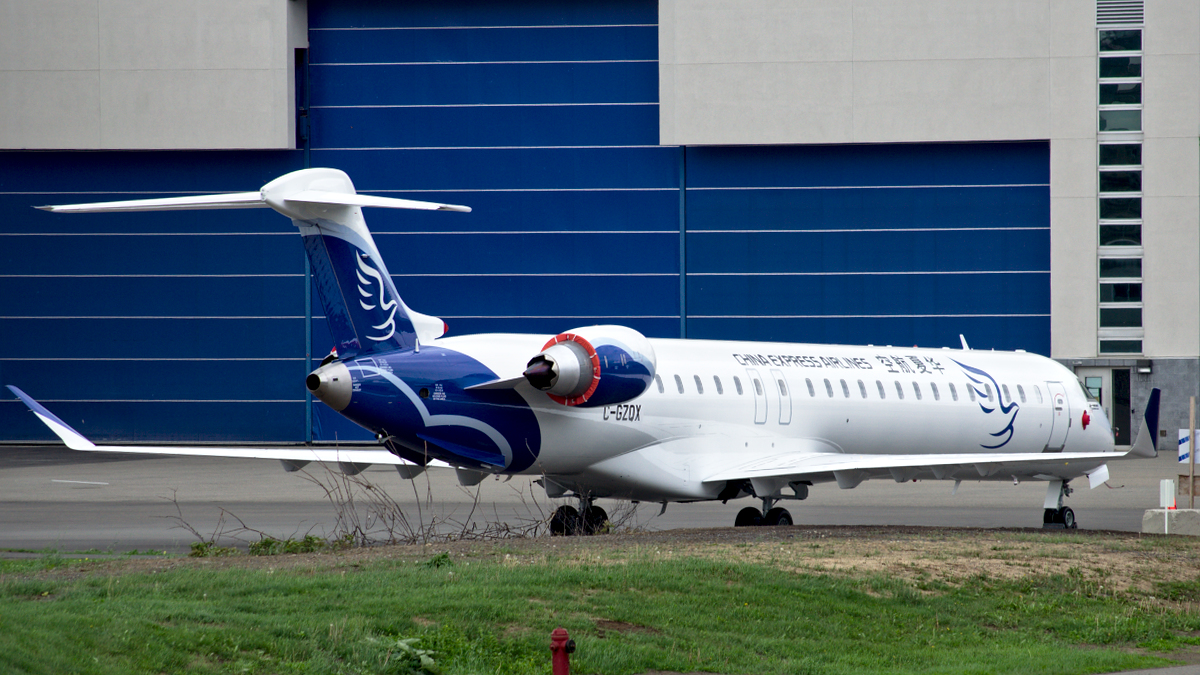
China Express Airlines CRJ900 à l'usine Bombardier de Montreal-Mirabel

Par le passé, la compagnie a exploité les avions suivants :